# 鐵杉腎圓盾介殼蟲
鐵杉腎圓盾介殼蟲（学名：Aonidiella tsugae）为盾介殼蟲科腎圓盾介殼蟲屬下的一个种。